# Komor István
Komor István, Klauber István (Baja, 1926. október 24. – Szeged, 1974. szeptember 4.) Jászai Mari-díjas magyar rendező, színházigazgató.

## Életút
Apja Klauber Lajos (1883–1941) bankigazgató, a bajai hitközség alelnöke, anyja Klein Janka (1891–1957) volt. A Ciszterci Rend Bajai III. Béla Gimnáziumában érettségizett, 1944-ben a németek elhurcolták. 1945-ben tért haza. Beiratkozott a bölcsészkarra és a Színművészeti Főiskolára is. Előbbin művészettörténetet tanult és Lukács György előadásait hallgatta. A színművészetin Hont Ferenc volt a tanára, aki azonban eltanácsolta onnan, de segédrendezőként foglalkoztatta az Ifjúsági Színházban.
1949-ben Debrecenben kapott főrendezői szerződést, ahol – két és fél hónap alatt – öt bemutatót prezentált. 1951-ben hasonló státuszban Szegedre igazolt. Két szezon után távozott, éves váltással a Petőfi Színházban, Miskolcon, Kecskeméten, Győrben dolgozott. Ezután tizenkét évig ismét szegedi szerződés következett. Néhány évig a teátrum főrendezője volt. 1964-ben azonban lemondott. Ennek oka, Sartre: Altona foglyai című művének ősbemutatója miatt kialakult konfliktus volt. Újabb feszült helyzet után, 1969-ben a szétesőben lévő kaposvári társulathoz szerződött főrendezőnek. 1971-ben igazgatói megbízást kapott. Nevéhez fűződik a társulat összekovácsolása, a későbbiekben Kaposvár jelenségként aposztrofált korszak megalapozása.
Kaposvári ténykedésének egyik jelentős állomása, Sütő András: Pompás Gedeonjának ősbemutatója, amely színháztörténeti esemény is volt. A szerző darabját ekkor (1971. november 19.) játszották először az anyaországban.
Korai halála megakadályozta abban, hogy az országos és nemzetközi hírnévre szert tett társulat sikereinek részese lehessen.
Két előadásban – epizódszerepben – színészként is találkozhatunk nevével.
A kaposvári színház emlékét, az 1975-ben alapított Komor István-emlékgyűrűvel őrzi.
Szülővárosában, a Szegedi úti izraelita temetőben nyugszik.

## Rendezései
| - Debreceni Csokonai Színház - Raszkin: Filmcsillag (1949. december 2.) Az első rendezés szereplői: Spányik Éva, Móricz Lili, Boross János, Thuróczy Gyula, Selmeczi Mihály, Dékány János, Sárady Zoltán, Lantos Edit, Juhász Nándor, Vámosi Böske, Csáki Magda, Miklósi László, Mihályi Lici, Novák István, Fogarassy Mária, Angyal Sándor, Zenthe Ferenc, Molnár Iván, Szűcs András, Darás Ilona, Jurik Júlia, Láng Mária, Jánosi Zita, Karossa Margit - Kocsonya Mihály házassága (1949. december 16.) - Strauss: Tavaszi hangok (1949. december 25.) - Goldoni: Két úr szolgája (1950. január 26.) - Szurov: Szabad a pálya (1950. február 17.) - Pavlenko: Boldogság (1950. április 24.) - Rahmanov: Viharos alkonyat (1950. szeptember 20.) - Ifjúsági Színház - Koralov: Sorsdöntő napok (1951. április 11.) - Molière: A szeleburdi vagy minden lében kanál (1953. december 18.) - Hárs László: A titkos örs (1954. április 13.) - Szegedi Nemzeti Színház - Rahmanov: Viharos alkonyat (1951. október 27.) - Fast: Harminc ezüstpénz (1952. február 9.) - Molière: Fösvény (1952. május 22.) - Lavrenyov: Összeomlás (1952. november 7.) - Urbán Ernő: Tűzkeresztség (1952. január 11.) - Illyés Gyula: Fáklyaláng (1953. február 13.) - Kornyijcsuk: Ukrajna mezőin (1953. március 20.) - Lev Tolsztoj: Élő holttest (1957. november 18.) - Armont: Fiúk, lányok, kutyák (1957. november 29.) - Machiavelli: Mandragóra (1957. szeptember 17.) - Schiller: Stuart Mária (1958. február 2. - Fehér Klára: Nem vagyunk angyalok (1958. április 26.) - Shakespeare: Lear király (1958. szeptember 13.) - Visnyevszkij: Optimista tragédia (1958. november 8.) - Gerencsér Miklós: Kerekeskút (1959. április 3.) - Kállai István: Majd a papa (1959. június 18.) - Calderón: Zalameai bíró (1959. október 2.) - Oscar Wilde: Hazudj igazat (1960. január 16.) - Mikszáth Kálmán: Különös házasság (1960. március 18.) - Shakespeare: Szentivánéji álom (1960. május 21.) - Nâzım Hikmet: Damoklész kardja (1960. október 1.) - Arbuzov: Irkutszki történet (1960. december 17.) - Lion Feuchtwanger: A sátán Bostonban (1961. február 10.) - Daňek: Szemtől szembe (1961. április 29.) - Gorkij: Éjjeli menedékhely (1961. november 24.) - Shaw: Az ördög cimborája (1962. február 17.) - Szűcs György: Elveszem a feleségem (1962. március 10.) - Goethe: Egmond (1962. november 2.) - Molnár Ferenc: Olympia (1963. január 11.) - Arthur Miller: Az ügynök halála (1963. március 22.) | - Szegedi Nemzeti Színház - Móricz Zsigmond: Úri muri (1963. szeptember 26.) - Jean-Paul Sartre: Altona foglyai (1964. március 7.) - Dobozy Imre: Holnap folytatjuk (1964. május 16.) - Svarc: A sárkány (1964. november 7.) - Jacobi Viktor: Leányvásár (1965. február 27.) - Bókay László: Az utód (1965. október 22.) - Bágyoni Attila: A Botlár-ügy (1966. március 26.) - Kálmán Imre: Bajadér (1966. október 1.) - Karinthy Ferenc: Egy vasárnap New Yorkban (1966. december 23.) - Shakespeare: III. Richárd (1967. február 18.) - Kálmán Imre: Marcica grófnő (1967. szeptember 30.) - Gerencsér Miklós: A parancs (1967. november 5.) - Miller: Édes fiam (1968. február 10.) - Thomas: Charley nénje (1968. május 11.) - Gáspár Margit: Az állam én vagyo (1968. szeptember 28.) - Rolland: Július 14 (1969. március 1.) - Móricz Lili: Négy apának egy leánya (1969. október 11.) - Dürrenmatt: János király (1970. március 7.) - Miskolci Déryné Színház - Bródy Sándor: A tanítónő (1954. december 19.) - Vereczkey Zoltán: Vizsgázik a tanár úr (1955. március 19.) - Kecskeméti Katona József Színház - Carlo Goldoni: A fogadósné (1955. szeptember 9.) - Edmond Rostand: Cyrano de Bergerac (1955. november 18.) - Heltai Jenő: A néma levente (1956. február 20.) - Móricz Zsigmond-Gyökössy Zsolt: Pillangó (1956. március 17.) - Sartre: A tisztességtudó utcalány 1956. május 7.) - Győri Kisfaludy Színház - Dumas: A kaméliás hölgy (1956. október 13.) - Heltai Jenő: A néma levente (1956. - Molnár Ferenc: A doktor úr (1957. április 1.) - Armont: Fiúk, lányok, kutyák (1957. április 26.) - Egri Gárdonyi Géza Színház - Kálmán Imre: Bajadér (1962. december 7.) - Kaposvári Csiky Gergely Színház - Saroyan: Halló, ki az? (1970. november 20.) - William Faulkner: Requiem egy apácáért (1971. február 12.) - Sütő András: Pompás Gedeon (1971. november 19.) - Giraudoux: Trójában nem lesz háború (1972. március 10.) - Gorkij: Éjjeli menedékhely (1972. szeptember 29.) - Rolland: Farkasok (1973. szeptember 28.) - Szuhovo-Kobilin: Tarelkin halála (1974. március 22.) Az utolsó rendezés szereplői: Szabó Kálmán, Kun Vilmos, Vajda László, Dánffy Sándor, Reviczky Gábor, Hunyadkürti István, Wágner Richárd, Garay József, Komlós István, Tóth Béla, Pogány Judit, Lukáts Andor, Mészáros Joli, Agárdi László, Dani Lajos, Galkó Bence, Heiser Kálmán, Horváth György, Pásztor Gyula, ifj. Mucsi Sándor |

## Díjai, elismerései
- Jászai Mari-díj (1963)